# Coccobius stanfordi
Coccobius stanfordi is een vliesvleugelig insect uit de familie Aphelinidae. De wetenschappelijke naam is voor het eerst geldig gepubliceerd in 1914 door Howard.